# Johann Friedrich Abegg
Pour les articles homonymes, voir Abegg.
Johann Friedrich Abegg, né le 30 novembre 1765 à Roxheim et mort le 16 décembre 1840 à Heidelberg est un théologien allemand.

## Biographie
Il a de nombreux frères et sœurs dans une famille de prêcheurs, et est adopté en 1786 comme candidat à la charge de prédicateur dans l'électorat du Palatinat. Il visite le collège à Heidelberg de 1789 à 1794 et travaille également en tant que remarquable professeur de philologie depuis 1791. En 1794, il commence à exercer comme prêtre, d'abord à Boxberg, puis à Leimen (1799) et Heidelberg (1808) dans les paroisses Saint-Pierre et Heiliggeist.
À partir de 1807, il est membre du Conseil Supérieur Grand-Ducal du clergé de Baden. En 1819, il est nommé professeur de théologie pratique à l'université de Heidelberg, où il acquiert également son doctorat en théologie.
Il n'existe que peu d'œuvres écrites d'Abegg, car il a toujours vu son devoir plus dans l'application de ses études que dans la théorie. Cependant, il a tenu une place importante dans la société de Heidelberg de l'époque, étant un ami intime de personnalités romantiques telles que Anton Friedrich Justus Thibaut, Friedrich Creuzer, Karl Daub (en) et Friedrich Wilhelm Carl Umbreit (en).